# Триоксид сірки
Триокси́д сі́рки (сульфатний ангідрид) — неорганічна сполука класу оксидів, SO3. За звичайних умов є безбарвною рухливою рідиною зі специфічним запахом та яка утворена тримером (SO3)3.
Оксид кипить за температури 44,8 °C, а при 16,8 °C переходить у прозору кристалічну масу. При тривалому зберіганні утворює тверді полімерні форми, властивості яких залежать від умов утворення.
Триоксид сірки — надзвичайно сильний окисник. Так, фосфор у дотику з SO3 спалахує. З водою він енергійно реагує з утворенням сульфатної кислоти: 
SO3 + H2O → H2SO4

## Шкідлива дія
Може спричинити серйозні ушкодження шлункового тракту. Спричиняє опіки шлунково-кишкового тракту.
Може спричинити сильне подразнення дихальних шляхів, симптомами якого є першіння в горлі, кашель, ускладнення дихання і згодом набряк легенів. Спричиняє хімічні опіки дихальних шляхів.
Спричиняє опіки шкіри і очей.
Може запалити горючі речовини (дерево, папір, паливо, одяг, та ін.). Реагує з водою (бурхливо), з утворенням шкідливих газів і сульфатної кислоти, що причиняють корозію металів. 